# 可识别语言
在数学和计算机科学中，可识别语言是可被有限状态机识别的形式语言。等价的说，可识别语言是语法关系的商的家族为有限的的形式语言。

## 定义
给定一个幺半群 M，在 M 上的语言简单的是子集 {\displaystyle L\subset M}。这样的语言被称为在 M 上可识别的，如果有在 M 上的有限状态机接受 L 作为输入。在 M 上的有限状态机简单的是以 M 的元素作为输入，接受或拒绝它们的有限自动机。
在 M 上的可识别语言的家族指示为 {\displaystyle REC(M)}。

## 例子
如果 M 是在某个字母表 {\displaystyle \Sigma } 上自由幺半群 {\displaystyle \Sigma ^{*}}，则家族 {\displaystyle REC\left(\Sigma ^{*}\right)} 是正则语言 {\displaystyle REG\left(\Sigma ^{*}\right)} 的家族。